# Сан-Висенти (Риу-Гранди-ду-Норти)
Сан-Висенти (порт. São Vicente) — муниципалитет в Бразилии, входит в штат Риу-Гранди-ду-Норти. Составная часть мезорегиона Центр штата Риу-Гранди-ду-Норти. Входит в экономико-статистический микрорегион Серра-ди-Сантана. Население составляет 6116 человек на 2006 год. Занимает площадь 197,814 км². Плотность населения — 30,9 чел./км².

## История
Город основан 11 декабря 1953 года.

## Статистика
- Валовой внутренний продукт на 2003 год составляет 13 242 512,00 реалов (данные: Бразильский институт географии и статистики).
- Валовой внутренний продукт на душу населения на 2003 год составляет 2246,78 реалов (данные: Бразильский институт географии и статистики).
- Индекс развития человеческого потенциала на 2000 год составляет 0,639 (данные: Программа развития ООН).